# Luis Pimentel y Pacheco
Luis Pimentel y Pacheco (c. 1467-24 de noviembre de 1497) fue un noble y militar español de la Casa de Benavente, IV conde de Mayorga, creado I marqués de Villafranca del Bierzo.

## Biografía
Hijo de Rodrigo Alonso Pimentel, IV conde y I duque de Benavente, y de su mujer María Pacheco y Portocarrero, hija de Juan Pacheco, I marqués de Villena. Por ser el hijo primogénito, debería haber sucedido en la Casa de Benavente, pero falleció en vida de su padre únicamente se tituló IV conde de Mayorga, sucediendo en Benavente su hermano Alonso Pimentel y Pacheco.
Destacado por su heroico comportamiento en la guerra con el rey de Portugal, los Reyes Católicos le concedieron (junto a su mujer) el marquesado de Villafranca del Bierzo, con el fin de solventar el pleito mantenido por el Condado de Lemos.
Falleció de una caída, no se sabe bien si de un caballo o desde una baranda, en Alcalá de Henares (Madrid) el 24 de noviembre de 1497, y fue enterrado en el convento de San Francisco de Villalón de Campos, fundado por su padre. Se conserva en el Museo Nacional de Escultura de Valladolid la escultura yacente del sepulcro, y sus restos mortales fueron trasladados al panteón familiar en Benavente (Zamora) en 1547.

## Matrimonio y descendencia
Contrajo matrimonio bajo capitulaciones otorgadas el 3 de enero de 1472 con Juana Osorio y Bazán, hija de Pedro Álvarez Osorio, I conde de Lemos y señor de Cabrera y Ribera. Fueron padres de:
- María Osorio y Pimentel, II marquesa de Villafranca del Bierzo, casada con Pedro de Toledo, hijo del II duque de Alba. Fueron ayos de María Osorio y Pimentel el matrimonio de Juan de Briceño, señor de Villaquejida, y su esposa Beatriz de la Torre.